# Jarun

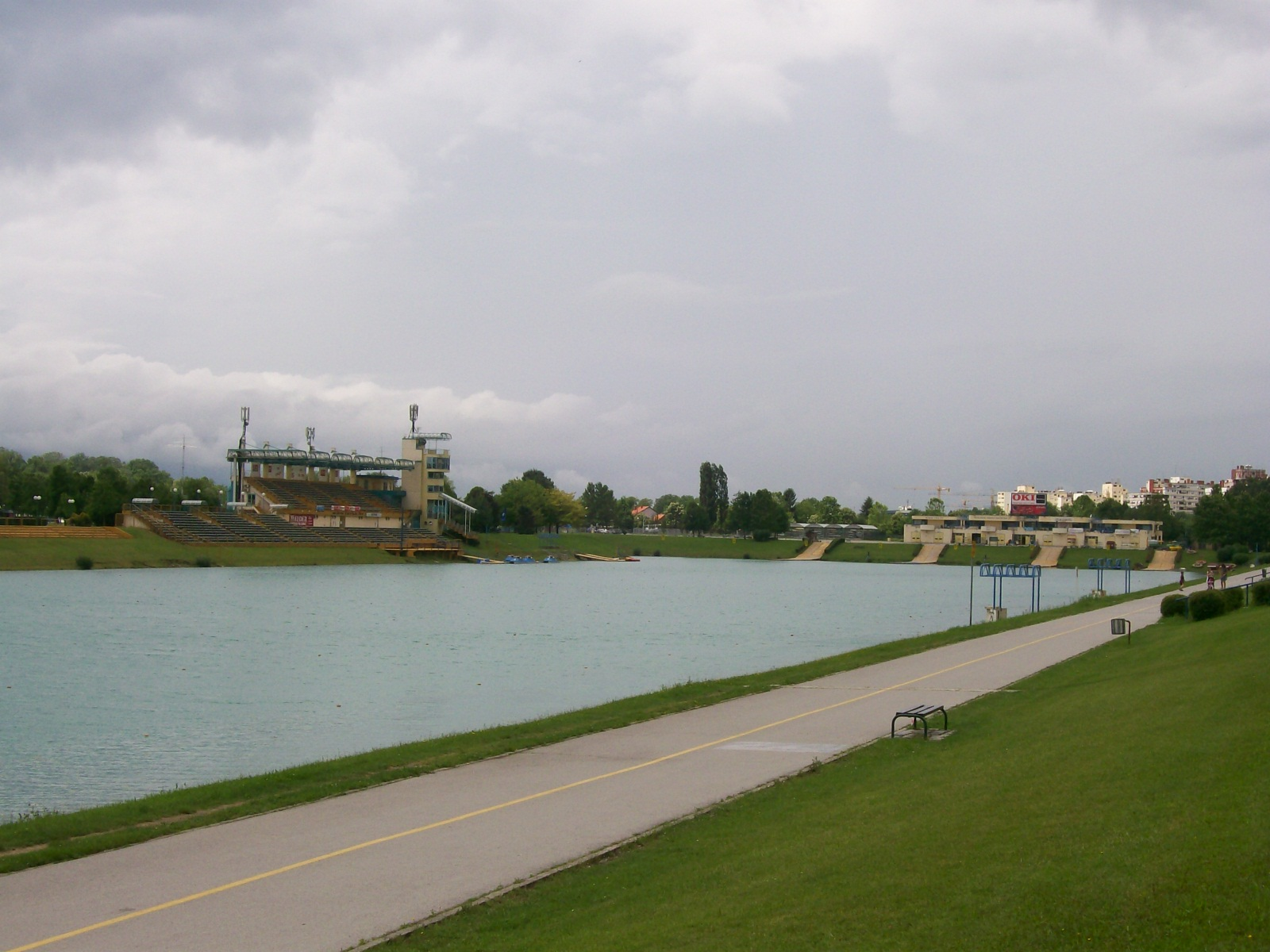
Het meer Jarun

Jarun is een wijk in het zuidwesten van de Kroatische hoofdstad Zagreb. De wijk is genoemd naar het gelijknamige meer, dat is ontstaan door de stroming van de rivier de Sava, die nu aan de zuidelijke kant van de wijk stroomt.
Het meer is ook een recreatiecentrum waar men naast watersporten (roeien, peddelen, zeilen, surfen, zwemmen) ook kan joggen, fietsen, rolschaatsen en skateboarden. Rond het meer zijn vele nachtclubs en cafés.
De ontwikkeling van Jarun begon met de bouw van enkele flatgebouwen aan het einde van de jaren 70, toen Jarun nog een dorp was. Verder werd er met het oog op de komende Universiade in 1987 een sport- en recreatiecentrum gebouwd. Vandaag de dag is Jarun een middenklasse wijk met weinig criminaliteit.
De wijk Jarun eindigt bij de straat Horvaćanska in het noorden (die overgaat in de Staglišće), Hrvatski sokol in het westen (die overgaat in de Vrbani), Vrapčak in het oosten (die overgaat in de Gredice) en de Sava in het zuiden. Bij Jarun worden vaak ook de wijken Staglišće en Gredice gerekend.